# کنگوناس دو نورته
کنگوناس دو نورته (به پرتغالی: Congonhas do Norte) یک منطقهٔ مسکونی در برزیل است که در میناز ژرایس واقع شده‌است. کنگوناس دو نورته ۵٬۰۴۶ نفر جمعیت دارد.